# Kyrkhults landskommun
Kyrkhults landskommun var en tidigare kommun i Blekinge län.  

## Administrativ historik
Sveriges kommuner tillkom den 1 januari 1863, då 1862 års kommunalförordningar trädde i kraft. Denna utbrytning skedde dock först den 16 oktober 1863 genom utbrytning ur Jämshögs landskommun i Blekinge. Kommunen påverkades inte av kommunreformen 1952 men uppgick år 1967 i Olofströms köping (sedan 1971 Olofströms kommun).

### Kyrklig tillhörighet
I kyrkligt hänseende tillhörde kommunen Kyrkhults församling.

## Kommunvapnet
Blasonering: Delat av grönt, vari en kyrka av silver, och silver vari tvenne gröna ekar.
Kommunvapnet fastställdes av Kungl. Maj:t år 1940. 

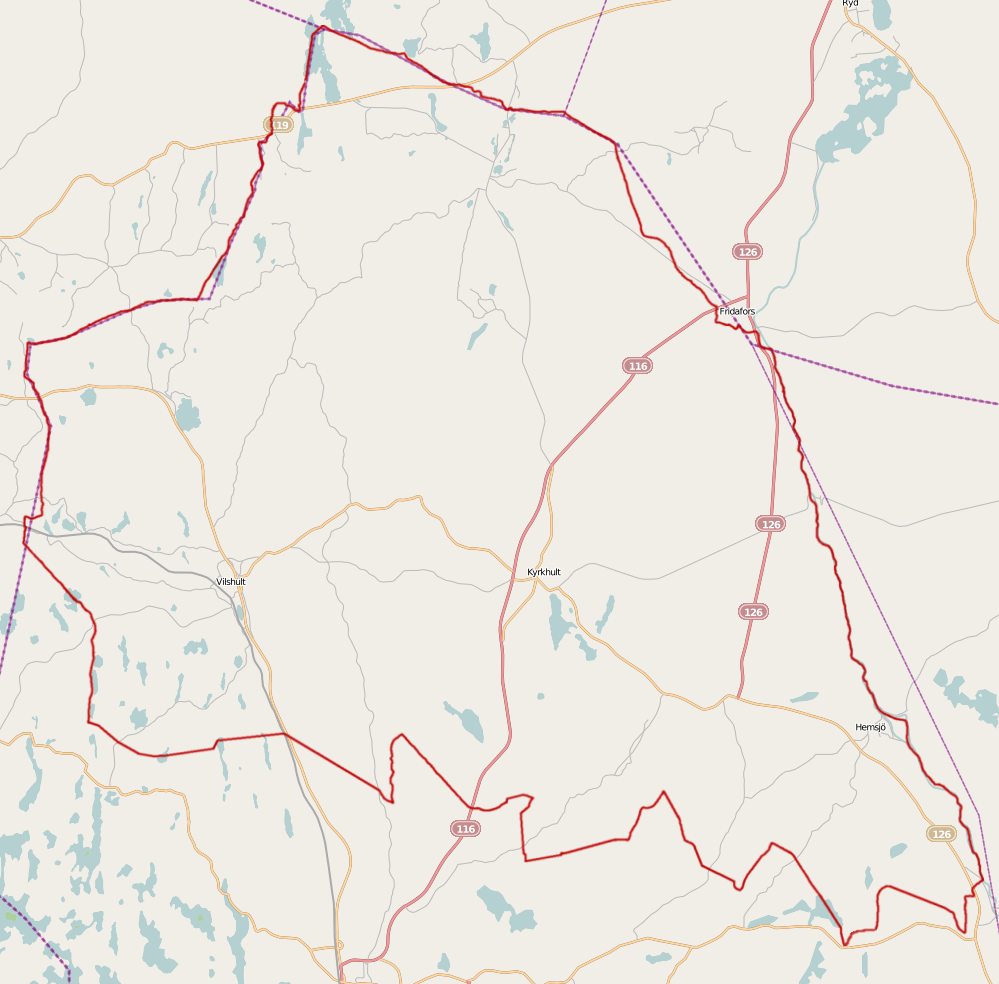
Karta över Kyrkhults landskommun med 1869 års gränser. Kartans innehåll är från 2010.

## Geografi
Kyrkhults landskommun omfattade den 1 januari 1952 en areal av 214,84 km², varav 202,92 km² land.

### Tätorter i kommunen 1960
| Tätort   | Folkmängd |
| -------- | --------- |
| Kyrkhult | 612       |
| Vilshult | 264       |

Tätortsgraden i kommunen var den 1 november 1960 23,7 procent.

## Politik

### Mandatfördelning i valen 1938–1970
|  | 9 | 3 | 6 | 6 |

| 24 |

|  | 10 | 7 |  | 6 |

| 25 |

|  | 10 | 7 | 2 | 5 |

| 24 |

| 11 | 7 | 2 | 5 |

| 24 |

|  | 10 | 5 | 3 | 6 |

| 24 |

|  | 10 | 6 | 2 | 6 |

| 24 |

|  | 12 | 5 | 2 | 5 |

| 23 |

## Fotnot
1. ↑  Andersson, Per (1993). Sveriges kommunindelning 1863–1993. Mjölby: Draking. Libris 7766806. ISBN 91-87784-05-X
2. ↑   (PDF) Folkräkningen den 31 december 1950, I, Areal och folkmängd inom särskilda förvaltningsområden m.m., Tätorter. Stockholm: Statistiska centralbyrån. 1952-05-19. sid. 42. Arkiverad från originalet den 1 oktober 2014. https://www.webcitation.org/6T09ZkyrB?url=http://www.scb.se/Grupp/Hitta_statistik/Historisk_statistik/_Dokument/SOS/Folkrakningen_1950_1.pdf. Läst 9 oktober 2014 Arkiverad 29 oktober 2013 hämtat från the Wayback Machine.
3. ↑  SCB Folkräkningen 1960 del 2 Arkiverad 24 september 2015 hämtat från the Wayback Machine. sida 24 i pdf:en